# فرناندو لويس غوميز غويليرمي
فرناندو لويس غوميز غويليرمي (بالبرتغالية: Fernando Luis Gomes Guilherme‏) هو لاعب كرة قدم برازيلي في مركز الوسط، ولد في 6 يناير 1988 في فورتاليزا في البرازيل. لعب مع نادي إنترناسيونال ونادي بوتافوغو اس بي ونادي تريزه ونادي فورتاليزا ونادي فيتوريا ونادي موجي ميريم.